# Ganga Bahadur Dangol
Ganga Bahadur Dangol (ur. w 1962) – nepalski judoka, olimpijczyk z Seulu.
Na igrzyskach w Seulu (1988) startował w wadze do 71 kilogramów. W 1/32 finału Dangol miał wolny los, lecz w 1/16 przegrał przez ippon z Giorgim Tenadze z ZSRR, późniejszym brązowym medalistą.
Dangol zdobył srebrny medal Igrzysk Południowej Azji 1993 w Dhace.